# The Humanity Bureau
Pour plus de détails, voir Fiche technique et Distribution.
The Humanity Bureau est un film canadien réalisé par Rob King d'après un scénario de Dave Schultz et avec Nicolas Cage dans le rôle principal, sorti en 2017. 
Ce film d'anticipation traite des dangers du changement climatique.

## Synopsis
En 2030, le réchauffement climatique provoque des ravages dans certaines parties du Midwest américain,,,,, les transformant en désert.
Afin de contrôler la récession économique, une agence gouvernementale américaine appelée « The Humanity Bureau » exile les membres de la société jugés improductifs en les envoyant dans une colonie supposée paradisiaque appelée New Eden,,,,, et ce dans le cadre d'un programme secret.
Noah Kross (Nicolas Cage) est un employé ambitieux de cette agence qui a le pouvoir de bannir les personnes improductives. Il enquête sur une affaire de bannissement portée en appel par une mère célibataire (Sarah Lind) et son fils (Jakob Davies),,,,.
Réalisant le sort injuste réservé au garçon innocent, Kross part en croisade pour sauver la vie de la mère et du fils et révéler la vérité sur le Humanity Bureau,,.
À mesure que des rumeurs commencent à se répandre sur ce qui se passe réellement à New Eden, des citoyens décident de ne pas y aller sans se battre.

## Fiche technique
- Titre original et français : The Humanity Bureau
- Réalisation : Rob King
- Scénario : Dave Schultz
- Costumes : Colleen Bryant
- Musique : Todd Bryanton
- Photographie : Mark Dobrescu
- Producteurs : Kevin DeWalt, Danielle Masters et Kelly-Rae Buchan

Coproducteurs : Andrew Holmes
- Sociétés de production : Minds Eye Entertainment, VMI Worldwide International et Bridgegate Pictures
- Sociétés de distribution : Minds Eye Entertainment (États-Unis), M6 (France), VMI Worldwide International (hors USA)
- Pays de production :  Canada
- Genre : action, anticipation
- Langue : anglais
- Format : couleur
- Dates de sortie :
  - États-Unis : 14 novembre 2017 (sortie limitée)
  - France : 21 décembre 2017 (DVD)

## Distribution
- Nicolas Cage (VF : Dominique Collignon-Maurin) : Noah Kross
- Sarah Lind (VF : Claire Morin) : Rachel Weller
- Hugh Dillon (VF : Philippe Vincent) : Adam Westinghouse
- Jakob Davies : Lucas Weller
- Vicellous Shannon : Agent Porter
- Kurt Max Runte : Adolf Schroder
- Jett Klyne : Noah
- David Lovgren : Irving Ravetch

## Production

### Genèse et développement
Ce film d'anticipation traite des dangers du changement climatique,.
Le film est produit par Minds Eye Entertainment en collaboration avec VMI Worldwide International et Bridgegate Pictures,,,, qui dirigent un consortium qui va financer et produire six films d'action et de science-fiction qui doivent être tournés avec le format de film panoramique multi-écrans Barco Escape introduit en 2015 par Barco : The Humanity Bureau est le deuxième film de cette série de six et il sera donc tourné en utilisant ce format, et certaines parties seront tournées en réalité virtuelle,,.

### Tournage
Le tournage commence début décembre 2016 dans la vallée de l'Okanagan en Colombie-Britannique, au Canada,,,. Il a lieu à Osoyoos, Oliver et South Okanagan.